# Matrijarhat
Matrijarhat ili ginekokracija je politički ili društveni sustav u kojem dominiraju žene. Pojam je suprotan patrijarhatu. Većina antropologa i povjesničara religije, danas je uvjerena da nema dokaza da je matrijarhat, iako zabilježen u legendama i mitovima, ikada postojao u ljudskim društvima.

## Prethistorijska "Velika Božica"
Na brojnim arheološkim nalazištima iz kamenog doba, razasutima na širokom području Europe i sjeverne Azije, nađen je velik broj ženskih figura, poznatih kao "Venere", od kojih su neke starije od 30.000 godina. Iako se o njihovoj funkciji ništa pouzdano ne zna, općenito se smatra da predstavljaju simbole plodnosti.
Iz doba neolitika (između 10.000 i 4.000 godina prije nove ere) također potječe velik broj prikaza ženskih božanstava, ali u neolitiku ikonografija postaje kompleksnija. Pojavljuju se prikazi božice zmije povezane s vodom i božice-ptice povezane s kišom; zatim božice povezane s lunarnom mitologijom. Važno je, ali neriješeno pitanje - jesu li neolitičke božice dio jedinstvenog religijskog kompleksa koji se protezao Europom i srednjim istokom? U svakom slučaju, arheološki dokazi ukazuju na kontinuitet štovanja Božice od gornjeg paleolitika do kraja neolitika.

## Rane hipoteze o matrijarhatu
S obzirom na spomenuti kontinuitet, odbačena je ranija teza da se kult božice pojavio tek u neolitiku, u vezi s početkom ratarstva. Prema teoriji Wilhelma Schmidta iz 30-ih godina 20. stoljeća žene su počele kultivirati biljke i tu su tajnu prenosile svojim kćerima što je bio temelj ženske društvene dominacije. Iako ta teorija nije potkrijepljena nikakvim dokazima, činjenica je da je štovanje Božice u različitim ranim civilizacijama, od Europe, preko bliskog istoka, Indije, pa do Kine i Japana, bilo povezano s plodnošću usjeva i sa zaštitom kraljeva i gradova.
Suvremenim kontroverzama oko matrijarhata prethodio je Johann Jakob Bachofen (1815-1887), švicarski pravnik, sudac i profesor rimskog prava na bazelskom sveučilištu, knjigom "Majčinsko pravo" ("Das Muterrecht", 1861). U drevnim društvima, kaže Bachofen, vladao je promiskuitet, brak nije postojao, i djeca najčešće nisu znala tko im je otac. Majčinstvo je, pak, bilo očito. Zbog toga su ta društva bila matrilinearna (kao npr. kod židova), jer su ljudi mogli znati svoje pretke samo preko majčine linije. I to, dakako, samo ženske pretke – od majke do majke. To je, opet, utjecalo i na prava vlasništva. Tako su žene, prema Bachofenu, postupno stekle političku prevagu. Bilo je to u vrijeme neolitičke revolucije, kad su ljudi otkrili poljodjelstvo i kad su nastali mitovi o Amazonkama i Furijama. Ljudi su tada, kaže Bachofen, "osjećali jedinstvo svega života i harmoniju svemira" i prihvatili su filozofiju "reguliranog naturalizma", u kojoj je majčinska ljubav činila osnovu svih društvenih veza. Bachofen je u mitovima vidio nagovještaje i tragove tog drevnog života. Zeus, koji pobjeđuje Titane; Had, koji siluje Perzefonu, Edip, koji ubija Sfingu, odjek su davne revolucije, u kojoj muška prevlast nasilno smjenjuje žensku.
Nasuprot Bachofenu i njegovim sljedbenicima, Sir Henry Maine je 1851. zastupao gledište da je patrijarhalna obitelj bila najranija društvena jedinica, a da se matrijarhat mogao eventualno pojaviti kao simptom degeneracije društva u situacijama kad bi žene brojčano nadmašile muškarce. Maineovu patrijarhalnu teoriju ponovno je 1891. podupro Edward Westermarck, koji je odbacivao Bachofenovu tvrdnju da su mitovi i legende neka vrsta kolektivne memorije čovječanstva.
Lewis H. Morgan je proučavajući američke indijance (poglavito Irokeze), uočio važnu ulogu žena u tim društvima. Njegovo djelo "Ancient Societies" (1877.) imalo je, kao i Bachofenovo, velik utjecaj na Friedricha Engelsa. U predgovoru svoje knjige "Porijeklo porodice, privatnog vlasništva i države" (1884.), Engels navodi kao primjer Bachofenovu interpretaciju jednog grčkog mita:
Nakon što se vratio iz Trojanskog rata, kralja Agamemnona je, u dogovoru sa svojim ljubavnikom Egistom, ubila njegova žena Klitemnestra. Orest osvećuje oca, ubivši svoju majku. Zbog tog čina, progone ga Furije, demonske čuvarice majčinskog prava, za koje je matricid najgori i neoprostivi zločin. Oresta uzimaju u zaštitu Apolon i Atena – božanski predstavnici novog patrijarhalnog poretka. Atena saslušava obje strane. Orest kaže kako je Klitemnestra počinila dvostruki zločin: ubila je svog muža i njegovog oca. Zašto Furije progone njega, a ne nju, čija je krivnja veća? Odgovor Furija je na prvi pogled neobičan: "Ona nije bila u krvnom srodstvu s čovjekom kojeg je umorila". Ubojstvo čovjeka koji nije u krvnom srodstvu, moguće je opravdati, i ne brine Furije. Njihova je zadaća kazniti zločin između krvnih srodnika, a od tih ubojstava, najgore je, prema majčinskom pravu, ubojstvo majke. Sad Apolon brani Oresta. Atena saziva Areopagite – atenske suce – da glasaju. Broj glasova za osudu, odnosno za oslobađanje Oresta, jednak je. Atena, kao predsjednica, daje svoj glas za Oresta i tako ga oslobađa krivnje. Očinsko pravo je nadjačalo majčinsko pravo. Furije su nadjačali «Bogovi mlađeg porijekla», kako ih one same zovu. No na kraju, Furije se ipak daju nagovoriti da preuzmu nove zadatke u službi novog poretka.
Robert Graves je na sličan način interpretirao grčke mitove u knjizi "Grčki mitovi" (1955.). Nakon svakog mita kojeg iznosi integralno, slijedi interpretacija u smislu borbe starog (matrijarhalnog) i novog (patrijarhalnog) poretka.  Prema Gravesu, u davnini ljudi nisu tako strogo razlikovali unutarnji život od vanjskog svijeta. Za svaki detalj vlastitog života, nalazili su refleksiju u okolnoj prirodi, u vanjskom svijetu. Za njih, npr. nije bilo slučajno što menstrualni ciklus (mjesečnica) i lunarni ciklus traju jednako – 28 dana. Zbog toga je Božica-majka bila božica mjeseca.  Graves je istaknuo da se u doba štovanja velike Božice, kalendar određivao primarno prema mjesečevim mjenama, a prijelaz iz matrijarhata u patrijarhat pratio je prijelaz s lunarnog (mjesečevog) na solarni (sunčev) kalendar, koji je odgovarao patrijarhalnim solarnim bogovima.
U pogledu matrijarhata, još je kontroverznija njegova knjiga "Bijela božica" ("The White Goddess", 1948). U njoj, oslanjajući se na ideje Sir Jamesa Frazera, iznesene u čuvenoj knjizi "Zlatna grana" ("The Golden Bough", 1890.), a na podlozi keltskih mitova i pjesama, sačuvanih u irskoj i velškoj tradiciji, govori o jedinstvenoj europskoj prethistorijskoj religiji, u kojoj je, pod različitim imenima, štovana jedna Božica.
Gravesov je diskurs literaran, a ne znanstven (sam je sebe smatrao prvenstveno pjesnikom, a ne znanstvenikom), pa njegove hipoteze antropolozi nisu ozbiljno shvaćali, kao, uostalom, ni Bachofenove. Ipak, iako Gravesova razmatranja ne zadovoljavaju stroge zahtjeve znanstvene metodologije, njegova su tumačenja mitova svakako zanimljiva i ne nedostaje im unutarnje konzistencije.
Antropolog J.F. McLennan se 1886. ponovno založio za matrijarhalnu teoriju, kao i Robert Briffault u svojem djelu "Majke" ("The Mothers", 1927.). Briffault je svoje argumente izvodio više iz proučavanja religije, nego antropologije. Osporavao je Maineove i Westermarckove stavove, međutim, za razliku od Bachofena, shvaćao je matrijarhat kao razdoblje u kojem su žene bile društveno, a ne politički dominantne. Tvrdio je da je rasprostranjenost lunarnih (mjesečevih) božanstava među primitivnim narodima, dokaz rane društvene dominacije žena, s obzirom na to da su žene bile prve svećenice lunarnih kultova.
Sigmund Freud je također vjerovao da je matrijarhat bio rana faza u povijesnom razvoju ljudskog društva.  S psihoanalitičkog aspekta, smatrao je da je obožavanje Božice odraz infantilne želje za ponovnim jedinstvom djeteta i majke, odnosno odraz nesvjesne fantazije koja svoj korijen ima u ranom stadiju psihološkog razvoja, u kojemu malo dijete doživljava majku kao svemoćno biće.
Antropolozi su krajem 19. i početkom 20. stoljeća proučavali matrilinearna društva, u pokušaju da ih povežu s matrijarhatom, ali bez uspjeha. Robert Lowie je tako u knjizi «Primitive Society» (1921.) mogao zaključiti da nema dokaza o hipotetskom matrijarhatu, a taj stav prevladava i danas.

## Suvremena istraživanja matrijarhata
David Schneider je sintetizirao ranija antropološka istraživanja i 1961. u knjizi "Matrilinearno srodstvo" ("Matrilineal Kinship"), došao do istog zaključka kao i Lowie.
Psihološke aspekte štovanja Božice, i to uglavnom na temelju Jungove teorije univerzalnih arhetipova, temeljito je obradio Erich Neumann u svom opsežnom djelu "Velika Majka" ("The Great Mother", 1955.). On odbacuje Bachofenovu sociološku analizu matrijarhata i kaže: "Rano čovječanstvo i matrijarhalni stadij, nisu arheološki ili povijesni entiteti, već psihološke realnosti, čija snaga još uvijek živi u dubinama psihe suvremenog čovjeka."
Arheologinja Marija Gimbutas, autorica je teorije o "Staroj Europi", neolitičkom miroljubivom, "matrističkom" i matrilinearnom, ali ne i matrijarhalnom društvu, koje je tisućama godina štovalo Božicu, dok nije bilo nasilno razoreno invazijom patrijarhalnih proto-indoeuropljana ili "Kurgana". Na njenom tragu je Riane Eisler ("Kalež i oštrica" - "The Calice and the Blade", 1987.), koja se također zalaže za društvo "povezivanja", a ne društvo dominiranja jedne polovice čovječanstva nad drugom, pa bila ta polovica ženska ili muška. M. Gimbutas nije krila svoju nesklonost prema kršćanstvu, čiju je doktrinu smatrala kao potpuno neprikladnu i štetnu za duh suvremenog čovjeka, za razliku od zaboravljenog vjerovanja «Stare Europe», koje je nastojala revalorizirati.
Gimbutas i Eisler smatraju sebe "revizionističkim" povjesničarkama, koje su iznijele na svjetlo dana zanemarene dokaze o jednom dugovječnom, uspješnom, matricentričnom društvu, koje je živjelo u skladu s prirodom, nije poznavalo ratove i osnivalo se na suradnji i razumijevanju među spolovima. Njihovi su stavovi, međutim bili često kritizirani kao neznanstveni i selektivni, a većina antropologa govori o njihovim interpretacijama "matrističke" prošlosti kao o projekciji vlastite utopijske vizije budućnosti, pri čemu su takva prošlost i budućnost podjednako malo vjerojatne. Ipak, njihove su knjige imale pozitivan odjek u neznanstvenoj javnosti i izvršile su značajan utjecaj na nove religijske pokrete, kao što su Wicca i Novo poganstvo, pa čak i na književne bestselere, kao što je «Da Vincijev kod».
I feministička promišljanja o matrijarhatu većinom naglašavaju da matrijarhat i patrijarhat nisu suprotni pojmovi u pravom smislu riječi, odnosno da ta dva pojma nisu u savršenoj simetriji. Danas ni među feminističkim znanstvenicama više nema mnogo onih koji zagovaraju klasičnu hipotezu o matrijarhatu. Zato su, kao i Gimbutas i Eisler, više sklone naglašavanju alternativnih pojmova, kao matrifokalnost, matrizam i dijarhija.

## Zaključak
Rasprava o matrijarhatu nije završena. Unatoč prevladavajućem mišljenju, bilo je i još uvijek ima uglednih zagovornika suprotnog gledišta, kao što je npr. američki profesor Joseph Campbell. Uvođenje i razmatranje novih pojmova, kao što su matrifokalnost, dijarhija, itd. (vidi gore) zamaglili su i otežali proučavanje matrijarhata u užem, antropološkom ili sociološkom smislu, tj. u onom u kojem je bio prvotno definiran. No s druge strane, te su rasprave dale velik doprinos redefiniranju suvremenih odnosa među spolovima, novim pogledima na povijest, religiju i filozofiju. Imale su velikog utjecaja na kritiku suvremenih «velikih»  religija, na razvoj novih religijskih pokreta, na repozicioniranje feminističkog pokreta i na različita društvena kretanja – od politike i ekologije, pa do suvremene umjetnosti.

## Vanjske poveznice
- (engl.) razgovor s Marijom Gimbutas  Arhivirana inačica izvorne stranice od 3. lipnja 2004. (Wayback Machine)